# Natação no Campeonato Mundial de Esportes Aquáticos de 2011 - 400 m livre feminino
A prova dos 400 metros livre feminino da natação no Campeonato Mundial de Esportes Aquáticos de 2011 ocorreu no dia 24 de julho no Shanghai Oriental Sports Center  em Xangai.

## Recordes
Antes desta competição, os recordes mundiais e do campeonato nesta prova eram os seguintes:
| Tipo                  | Atleta              | Tempo   | Local | Data                |
| --------------------- | ------------------- | ------- | ----- | ------------------- |
|                       | Federica Pellegrini | 3:59.15 | Roma  | 26 de julho de 2009 |
| Recorde do campeonato | Federica Pellegrini | 3:59.15 | Roma  | 26 de julho de 2009 |

## Medalhistas
| Ouro                      | Prata                   | Bronze               |
| Federica Pellegrini (ITA) | Rebecca Adlington (GBR) | Camille Muffat (FRA) |

## Resultados

### Eliminatórias
38 nadadoras de 31 nações participaram da prova, 8  competidoras se classificaram para a final.
| Pos. | Bateria | Raia | Nadadora                 | Nacionalidade          | Tempo   | Notas            |
| ---- | ------- | ---- | ------------------------ | ---------------------- | ------- | ---------------- |
| 1    | 4       | 4    | Federica Pellegrini      | Itália                 | 4:04.76 | Q                |
| 2    | 3       | 4    | Camille Muffat           | França                 | 4:05.62 | Q                |
| 3    | 5       | 2    | Lauren Boyle             | Nova Zelândia          | 4:05.86 | Q,               |
| 4    | 3       | 6    | Lotte Friis              | Dinamarca              | 4:06.31 | Q                |
| 5    | 5       | 5    | Kylie Palmer             | Austrália              | 4:06.38 | Q                |
| 6    | 4       | 6    | Melania Costa Schmid     | Espanha                | 4:07.02 | Q,               |
| 7    | 5       | 4    | Rebecca Adlington        | Reino Unido            | 4:07.38 | Q                |
| 8    | 5       | 3    | Katie Hoff               | Estados Unidos         | 4:07.93 | Q                |
| 9    | 3       | 5    | Chloe Sutton             | Estados Unidos         | 4:08.22 |                  |
| 10   | 3       | 3    | Shao Yiwen               | China                  | 4:08.42 |                  |
| 11   | 4       | 5    | Bronte Barratt           | Austrália              | 4:08.62 |                  |
| 12   | 5       | 1    | Andreina Pinto           | Venezuela              | 4:08.80 | Recorde nacional |
| 13   | 4       | 7    | Barbara Jardin           | Canadá                 | 4:08.81 |                  |
| 14   | 3       | 2    | Boglárka Kapás           | Hungria                | 4:09.15 |                  |
| 15   | 4       | 3    | Jazmin Carlin            | Reino Unido            | 4:09.64 |                  |
| 16   | 5       | 7    | Samantha Cheverton       | Canadá                 | 4:09.81 |                  |
| 17   | 4       | 2    | Camelia Potec            | Roménia                | 4:10.36 |                  |
| 18   | 3       | 7    | Wendy Trott              | Predefinição:RSAs      | 4:10.57 |                  |
| 19   | 2       | 4    | Nina Rangelova           | Bulgária               | 4:12.38 | Recorde nacional |
| 20   | 4       | 1    | Charetzeni Escobar       | México                 | 4:13.38 |                  |
| 21   | 4       | 8    | Anna Stylianou           | Chipre                 | 4:15.46 |                  |
| 22   | 2       | 5    | Daryna Zevina            | Ucrânia                | 4:15.65 |                  |
| 23   | 5       | 6    | Song Wenyan              | China                  | 4:16.26 |                  |
| 24   | 2       | 2    | Sycerika McMahon         | Irlanda                | 4:16.44 |                  |
| 25   | 2       | 6    | Julia Hassler            | Liechtenstein          | 4:17.61 | Recorde nacional |
| 26   | 2       | 3    | Virginia Bardach         | Argentina              | 4:18.57 |                  |
| 27   | 3       | 1    | Cecilie Johannessen      | Noruega                | 4:18.84 |                  |
| 28   | 2       | 8    | Katarina Filova          | Eslováquia             | 4:21.14 |                  |
| 29   | 1       | 7    | Samantha Arevalo         | Equador                | 4:21.84 | Recorde nacional |
| 30   | 3       | 8    | Alexia Benitez           | El Salvador            | 4:22.59 |                  |
| 31   | 1       | 5    | Daniela Kaori Miyahara   | Peru                   | 4:23.33 |                  |
| 32   | 5       | 8    | Kim Ga-Eul               | Coreia do Sul          | 4:23.94 |                  |
| 33   | 1       | 4    | Andrea Cedron            | Peru                   | 4:25.06 |                  |
| 34   | 2       | 1    | Shahd Osman              | Egito                  | 4:26.35 |                  |
| 35   | 2       | 7    | Benjaporn Sriphanomthorn | Tailândia              | 4:29.65 |                  |
| 36   | 1       | 6    | Victoria Chentsova       | Marianas Setentrionais | 5:18.67 |                  |
| 37   | 1       | 2    | Jennet Saryyeva          | Turquemenistão         | 5:41.09 |                  |
| 38   | 1       | 3    | Victoria Ho              | Jamaica                |         | DNS              |

### Final
Estes são os resultados da final.
| Pos.              | Raia | Nadadora             | Nacionalidade  | Tempo   | Notas            |
| ----------------- | ---- | -------------------- | -------------- | ------- | ---------------- |
| Medalha de ouro   | 4    | Federica Pellegrini  | Itália         | 4:01.97 |                  |
| Medalha de prata  | 1    | Rebecca Adlington    | Reino Unido    | 4:04.01 |                  |
| Medalha de bronze | 5    | Camille Muffat       | França         | 4:04.06 |                  |
| 4                 | 2    | Kylie Palmer         | Austrália      | 4:04.62 |                  |
| 5                 | 6    | Lotte Friis          | Dinamarca      | 4:04.68 | Recorde nacional |
| 6                 | 3    | Lauren Boyle         | Nova Zelândia  | 4:06.11 |                  |
| 7                 | 8    | Katie Hoff           | Estados Unidos | 4:08.22 |                  |
| 8                 | 7    | Melania Costa Schmid | Espanha        | 4:09.66 |                  |

Legenda
| Recorde mundial       | Recorde mundial (World record)               |                       | Recorde africano                      | Recorde africano (African) |                                           | Q | Classificado por posição (Qualified) |
| Recorde do campeonato | Recorde do campeonato (Championship record)  | Recorde da América    | Recorde da América (Americas)         | q                          | Classificado por melhor tempo (Qualified) |   |                                      |
| Melhor marca do ano   | Melhor marca do ano (World leading)          | Recorde asiático      | Recorde asiático (Asian)              | DNS                        | Não largou (Did not start)                |   |                                      |
| Recorde nacional      | Recorde nacional (National record)           | Recorde europeu       | Recorde europeu (European)            | DNF                        | Não terminou (Did not finish)             |   |                                      |
| Recorde pessoal       | Recorde pessoal do atleta (Personal best)    | Recorde da Oceania    | Recorde da Oceania (Oceania)          | DSQ / DQ                   | Desclassificado (Disqualified)            |   |                                      |
| Recorde da temporada  | Recorde da temporada do atleta (Season best) | Recorde sul-americano | Recorde sul-americano (South America) | NM                         | Sem marca (No mark)                       |   |                                      |